# Gigue
Gigue (italijansko giga, v slovenščino pa prevajano kot žiga) je živahen ples, ki je doživel svoj razmah v obdobju baročne glasbe. Komponiran je v binarnem ali ternarnem taktu, najpogosteje v 6/8, 6/4, 9/8 ali 12/16. Redko je pisan tudi v 3/8 taktu. Glasbena oblika je vselej dvodelna, izvajana le z instrumenti (brez vokala), pogosto je kontrapunktična in s predtaktom.

## Pojmovanje
Začetki segajo na Britansko otočje, 15. stoletja. Angleška beseda izvira najverjetneje iz francoske besede giquer, »zabavati se«, »skakati«. Italijanski giga, se je razvil iz angleškega gigue v poznem 17. stoletju, čeprav se je pred tem pojavil gigue v francoski glasbi za lutnjo in čembalo v začetku 17. stoletja. Sredi 17. stoletja, je bil gigue popularen v Nemčiji. (1) Nemški skladatelji so združili kontrapunktski, francoski gigue z homofonim, italijanskim giga. (2) Oblika z baročne suite ki jo poznamo danes, se je začela razvijati sredi 17. stoletja (2). Henri Purcell je pri tem imel vodilno vlogo s svojimi tehnikami in ritmičnimi standardi, ki so se hitro razširili po Evropi. (2)

## Glasbene značilnosti
Tempo je hiter. Najbolj tipičen način je 6/4 in 6/8 takta ternarno punktirane oblike.(1) Pogost je predtakt, lahko pa ga nima. Obdelava je večinoma polifonska. Glasovi se ves čas v živahnem gibanju. (5)Gigue je skoraj vedno napisan v dvodelni obliki. Še ena značilnost je enaka dolžina dela A in dela B, kot pri alemandi. V delu B je pogosto zrcaljenje začetnega motiva dela A. (2) Poznamo francoski tip in italijanski tip stilizacije tega plesa. (5) Francoski gigue je bil tipično označeni z 3 ali v sestavljenem taktu 6/4, zmerno do hitrega tempa. Skupaj z punktiranih ritmom, je bil v vseh pogledih bolj eleganten od njegovega britanskega predhodnika (jig). (3,1) Italijanski tip je v 12/8 taktovskemu načinu, melodika se pogosto giblje v akordičnih figurah. Je hitrejši in bolj homofonski kot francoski. (5)

## Zgodovina
Gigue izhaja iz britanskega oz. irskega ljudskega plesa jig (nastal je že pred 15. stoletjem), ki se je v elizabetinski dobi pojavljal kot kompozicija za virginal in lutnjo. V Evropo ga je prinesel francoski lutnjarski virtuoz Jacques Gaultier (Gaultier d'Angleterre), ki je bil med letoma 1619 in 1648 član kraljeve kapele v Londonu. V instrumentalni glasbi, izvajani na evropskih dvorih, se je pojavil v konec 17. in v začetku 18. stoletja, s tem pa so se začele tudi njegove modifikacije, odvisne od kulturnega okolja. Baročni skladatelji so razlikovali med francoskimi in italijanskimi, včasih tudi angleškimi različicami. Italijanski giga (6/8 ali 12/8 takt) je bil hitri stavek italijanske sonate da chiesa. Francoski clavicenisti (Louis Couperin, Jacques Champion de Chambonnières, Jean-Henri d'Anglebert, Nicolas Lebègue in drugi) so gigue pisali v tridobnem taktu. Lebègue je vpeljal gigue kot obligaten stavek v baročni suiti, sicer pa se je pojavljal še v violinskih sonatah, trio-sonatah in koncertih. Včasih je bil začetek žige komponiran v fugato tehniki. V Nemčiji so bile prvi žige (nemško tudi gique) komponirane za lutnjo, do leta 1700 v francoskem slogu, po tej letnici pa v italijanskem. Johann Jakob Froberger je v svojih klavirskih suitah komponiral gigue kot zadnji stavek, njegovemu vzoru so sledili še Johann Pachelbel, Dieterich Buxtehude, Johann Kuhnau in utrdili nemško različico žige (sintezo italijanske in francoske) ter njegovo mesto v suiti. Danes največkrat izvajane žige je v svojih partitah in suitah prispeval J. S. Bach.

## Gigue kot plesna oblika
Le malo vemo o karakteristikah prvotnega angleškega jiga razen tega, da je imel tako kot sarabanda, po besedah Shakespeara opolzek in vulgaren značaj.(2) Izročilo pravi, da je gigue postal dvorni ples za časa kraljice Elizabete. Najprej je bil ta ples popularen med lutnjisti (3) Značilen je hiter tempo, potreben za poskoke in skoke plesalcev, ki potiska inštrumentaliste in pevce do meja njihovih zmožnosti. Za francoske dvorne plese je značilna precizna simetrija, razvidna z zapisov. Gigue je prevzel francoski dvor skupaj z couranto, sarabando in menuetom po daljšem obdobju alemande, pavane in galiarde. (4)